# Inurois
Inurois is een geslacht van vlinders van de familie spanners (Geometridae), uit de onderfamilie Alsophilinae.

## Soorten
- I. asahinai Inoue, 1974
- I. fletcheri Inoue, 1954
- I. fumosa Inoue, 1944
- I. kyushuensis Inoue, 1974
- I. membranaria Christoph, 1880